# Idiommata blackwalli
Idiommata blackwalli là một loài nhện trong họ Barychelidae. Loài này phân bố ờ Tây Úc.